# Pogledi
Pogledi su bili časopis za teoriju društvenih i prirodnih znanosti u izdanju Društva sveučilišnih nastavnika. Objavljivani su od 1952. do 1955. godine u Zagrebu.
Objavljeno je 16 brojeva.
Funkciju urednika obnašali su Rudi Supek i Predrag Vranicki.